# Diferencial de acoplamiento viscoso

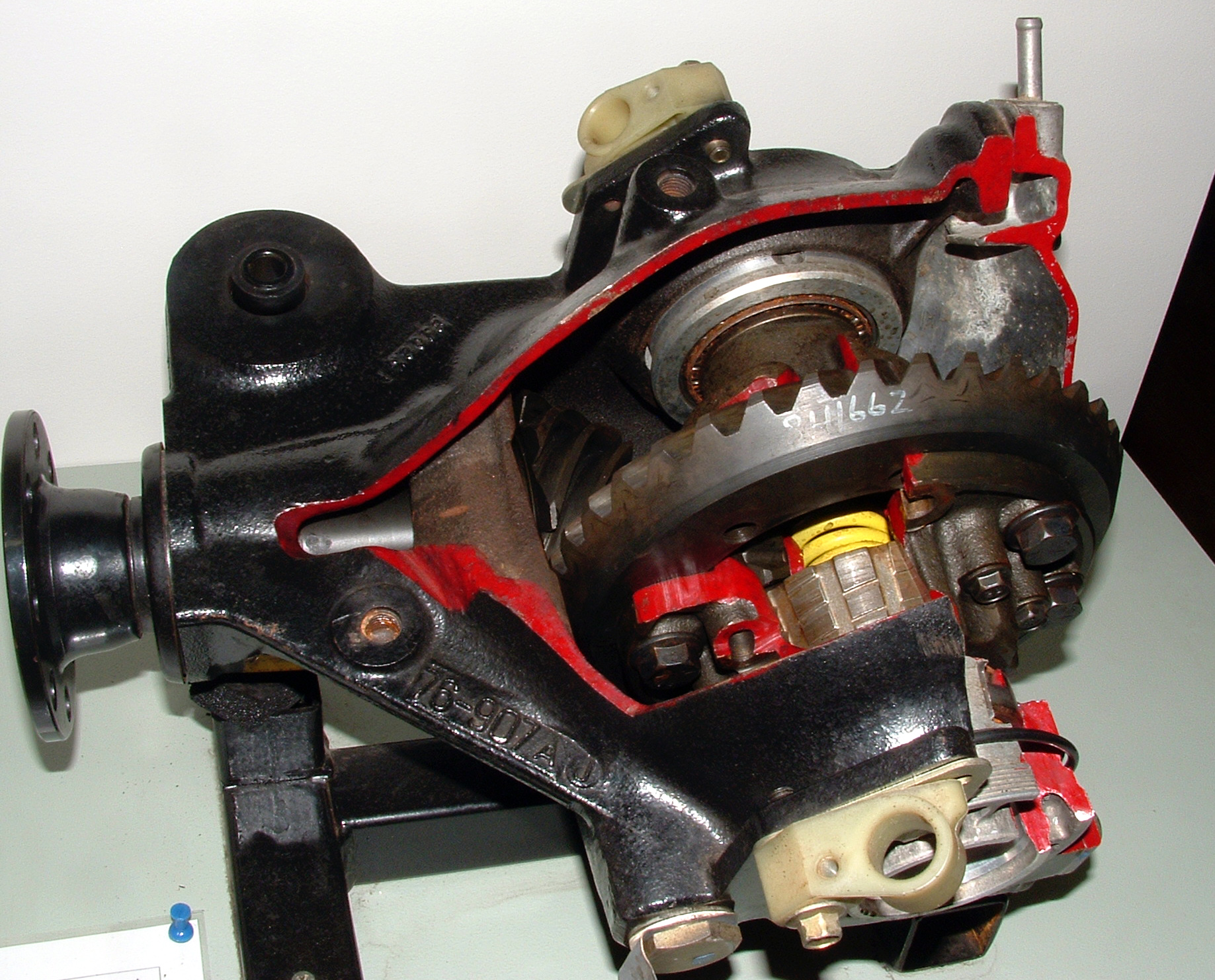
Diferencial de tracción positiva con engranajes tipo "araña", en un Ford Falcon

El diferencial de acoplamiento viscoso también se conoce como visco acoplador o diferencial tipo Ferguson. En este tipo de diferencial cada semieje está unido a un juego de discos especiales intercalados dentro de una carcasa hermética que contiene un fluido de gran viscosidad (normalmente, silicona). Cuando hay diferencia de giro entre los semiejes, el fluido se vuelve más viscoso y tiende a hacer solidarios los dos juegos de discos, igualando sus velocidades de giro y pudiendo transmitir hasta el cien por cien de la fuerza al eje con mayor adherencia.
Pueden utilizarse como diferenciales autoblocantes y también como mecanismos autoblocantes en diferenciales libres, en cuyo caso sólo intervienen cuando hay una gran diferencia de giro entre los ejes. Su tarado varía en función de la separación de los discos y de la viscosidad del fluido.

## Información adicional
"Visco" es una marca registrada de Behr GmbH, Stuttgart. DPMA Registernummer 1130963 ;  Nizza-Klasse 12, 7: Flüssigkeitsreibungskupplungen für Maschinen und Landfahrzeuge